# Jakob Unverzagt

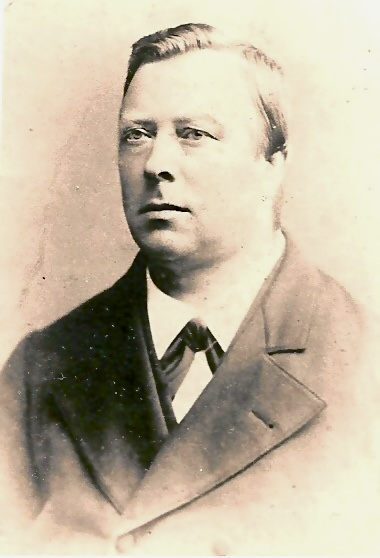

Jakob Unverzagt (* 25. August 1827 in Biedenkopf; † 28. Februar 1898 ebenda) war ein deutscher Kommunalpolitiker sowie Mitglied des Nassauischen Kommunallandtags und des Provinziallandtages der Provinz Hessen-Nassau.

## Leben
Jakob Unverzagt war ein Sohn des Schmiedemeisters Johann Georg Unverzagt (1804–1880) und dessen Ehefrau Maria Dorothea Dörr (1805–1880). Er war verheiratet mit Elisabetha Unverzagt geb. Dörr (1828–1898). Von 1860 bis 1897 leitete er die 1834 genehmigte Spar- und Leihkasse zu Biedenkopf. Ab dem 7. April 1868 war er zusätzlich Bürgermeister in seiner Heimatgemeinde Biedenkopf und blieb bis zum 2. Januar 1895 in diesem Amt. Von 1877 bis 1898 war Jakob Unverzagt Mitglied des Kreistages des Kreises Biedenkopf und von 1886 bis 1898 Mitglied des Kreisausschusses. Von 1885 bis 1896 hatte er als gewählter Vertreter des Kreises Biedenkopf ein Mandat im Nassauischen Kommunallandtag für den preußischen Regierungsbezirk Wiesbaden und von 1886 bis 1894 für den Provinziallandtag der preußischen Provinz Hessen-Nassau. Im Nassauischen Kommunallandtag wurde er in den Rechnungsprüfungs-, den Finanz- und Eingabenausschuss sowie in den Landesausschuss gewählt. Er war im Kommunallandtag Nachfolger von Georg Müller aus Gladenbach, der 1885 verstorben war.